# Deiphobella laticeps
Deiphobella laticeps es una especie de mantis de la familia Mantidae.

## Distribución geográfica
Se encuentra en la India y Sri Lanka.